# 이쓰카이치정 (히로시마현)
이쓰카이치정(五日市町)은 히로시마현 사에키군에 존재했던 정이다. 1985년 3월 20일, 이쓰카이치정 정역 전체가 히로시마시로 편입되어 사에키구가 되고 소멸하였다.

## 개요
1911년, 고카이시 촌이 정으로 승격해 이쓰카이치 정이 되었다. 히로시마 시가로부터 야마구치·규슈 방면으로 연장되는 국도 2호에 면해, 1899년에 개업하고 있던 산요 철도(후쿠니테쓰를 거쳐 현 JR 서일본 산요 본선) 이쓰카이치 역이나 1924년 개업의 히로덴 이쓰카이치 역을 기점으로 상업 집적 및 도시화가 진행되었다. 히로시마시 원자폭탄 투하 때는 교외의 주요 구호 거점 역할도 담당했다. 제2차 세계대전 후의 고도 경제성장기에는 히로시마시의 베드타운으로서 급격하게 인구가 증가해 1980년의 센서스에서 인구 일본 제일의 마을이 되었다(87,325명).

## 히로시마 시로의 합병을 둘러싼 혼란
마을은 제2차 세계대전 이후 히로시마시의 베드타운으로 발전하여 1970년대에는 시제 이행 요건 중 하나인 인구 5만 명을 넘어섰다. 한편의 히로시마시는 1970년에 「히로시마시 기본구상」을 제정해 정령지정도시를 목표로 하는 것을 명기하였고, 당시 정령지정도시는 인구 100만명이 기준으로 삼았기 때문에 히로시마시는 주변 시정촌 편입 합병을 추진하고 있었다. 1973년까지 8개의 마을이 속속 히로시마시에 편입하였고, 또한 1974년에 1정 1촌, 1975년에 2정이 편입해 1980년에 히로시마시는 전국 10번째 정령지정도시가 되었지만 인구는 약 90만 명에 그쳤기 때문에 히로시마 시로서는 구 시역과 인접한 이쓰카이치 정이나 아키 군 후추 정과의 합병 협의가 중요 과제가 되고 있었다.
인구가 급증하고 있던 이쓰카이치정에서는 히로시마시와 합병해 도시화의 진전을 바라는 의견(합병 추진파)과 대도시로의 편입에 의해서 쓰레기 처리 등 행정 서비스의 질이 저하되는 등의 우려로 합병을 거부해 단독 시제 이행을 바라는 의견(단독 시제파) 사이에 대립이 생겼다.1970년경부터 1984년 12월 히로시마시 편입 의안의 채결에 이르기까지 장기간 혼란이 계속되었다. 마을 의회는 종종 분규했고 항상 야유와 노호가 난무했다.방청석에 있던 반대파 주민들이 회의장 안에서 발연통을 피우거나 혼란 방지를 위해 파견됐던 사복경찰을 에워싸고 회의장 밖으로 내쫓는 모습을 전국 뉴스에서도 나올 정도로 심각했었다.
1981년 5월 9일 히로시마시와 합병을 협의한 촌장에 대한 불신임 결의가 성립하였고, 동년 18일에 촌장은 의회를 해산하였다.
1984년 12월 편입 의안을 강행채결하려고 한 추진파 정의 및 촌장에 대해 단독 시제파 정의가 의사진행을 방해하여 의장석 부근에서 서로 붙들고 이웃 마을 의회의 슈트가 찢어지거나 발차기도 했다. 합병에 반대하는 마을 주민이 회의장내에서 난동을 피우는 등 채결을 방해했지만, 의장은 채결을 강행하였다. 1표차로 가결해 히로시마시로의 편입 합병 및 마을 소멸이 결정되었다.
이쓰카이치정은 우여곡절 끝에 1985년 3월 20일 소멸함과 동시에 히로시마시에 새로운 행정구 사에키구가 발족하였다.

## 역사
- 18889년 4월 1일 - 정촌제 시행과 함께 사에키군 이쓰카이치촌이 성립하였다.
- 1911년 10월 1일 - 정으로 승격해 이쓰카이치정이 되었다.
- 1955년 4월 1일 - 이쓰카이치정, 이시우치촌, 간온촌, 고치촌과 신설합병해 이쓰카이치정이 되었다.
- 1970년 - 히로시마시가 정령지정도시 승격을 향해서 주변 정촌과의 합병을 추진할 방침을 나타낸 것을 계기로 단독 시제파와 합병 찬성파와의 다툼이 발생하였다, 이후 15년간 몸싸움을 벌이면서 회의장이 어수선한 분위기가 된 적이 종종 있었다.
- 1985년 3월 20일 - 히로시마시에 편입되어 소멸하였다. 동시에 히로시마 시내 8번째 행정구·사에키 구가 발족한다.이날 히로시마 시 인구가 100만명을 넘었다. 이쓰카이치 정사무소 청사는 그대로 사에키 구청 청사로 현재도 이용되고 있다.

## 인구의 변혁
- 1920년　 11,355
- 1925년　 11,252
- 1930년　 11,320
- 1935년　 11,719
- 1940년　 12,710
- 1947년　 19,608
- 1950년　 20,406
- 1955년　 21,543
- 1960년　 23,629
- 1965년　 31,993
- 1970년　 45,924
- 1975년　 64,893
- 1980년　 87,325
- 1985년 3월　 96,441

## 교통

### 철도
- 일본국유철도 : 산요 본선
- 히로시마 전철 : 미야지마 선

### 도로
- 국도 2호선
- 국도 제433호선 (일본)(일본어판)
- 히로시마현도 제41호선
- 히로시마현도 제71호선
- 히로시마현도 제173호선
- 히로시마현도 제265호선
- 히로시마현도 제290호선